# Дафна Орам
Дафна Орам (англ. Daphne Oram, 1925—2003) — британська композиторка, авторка електронної музики, винахідниця синтезатора Oramics, співзасновниця BBC Radiophonic Workshop. 

## Життєпис
Вивчала гру на фортепіано, органі й композицію у Шерборнській школі для дівчат. Після школи Дафна мала б продовжити навчання у Королівський коледж музики, але у звʼязку з тодішніми законами, вона була б зобовʼязана після навчання працювати вчителькою музики, чого вона не хотіла. Тому замість навчання у Коледжі вона у 1943 році почала працювати звуковою режисеркою у BBC. З появою магнітофонів, Орам почала експериментувати з трансформаціями звуку на плівці. В цей час написала твір Still Point, у якому вона застосовує живу електронну обробку звуку оркестру та плівки (1950).
У 1958 р. разом з композитором Desmond Briscoe, засновує BBC Radiophonic Workshop, і стає його директоркою. Але невдовзі, у на початку 1959 р., вона покидає BBC через розбіжності з керівництвом щодо шляхів розвитку Workshop. Згодом вона створила власну студію в Кенті, де на замовлення створювала звукові композиції для фільмів та реклами.

## Oramics

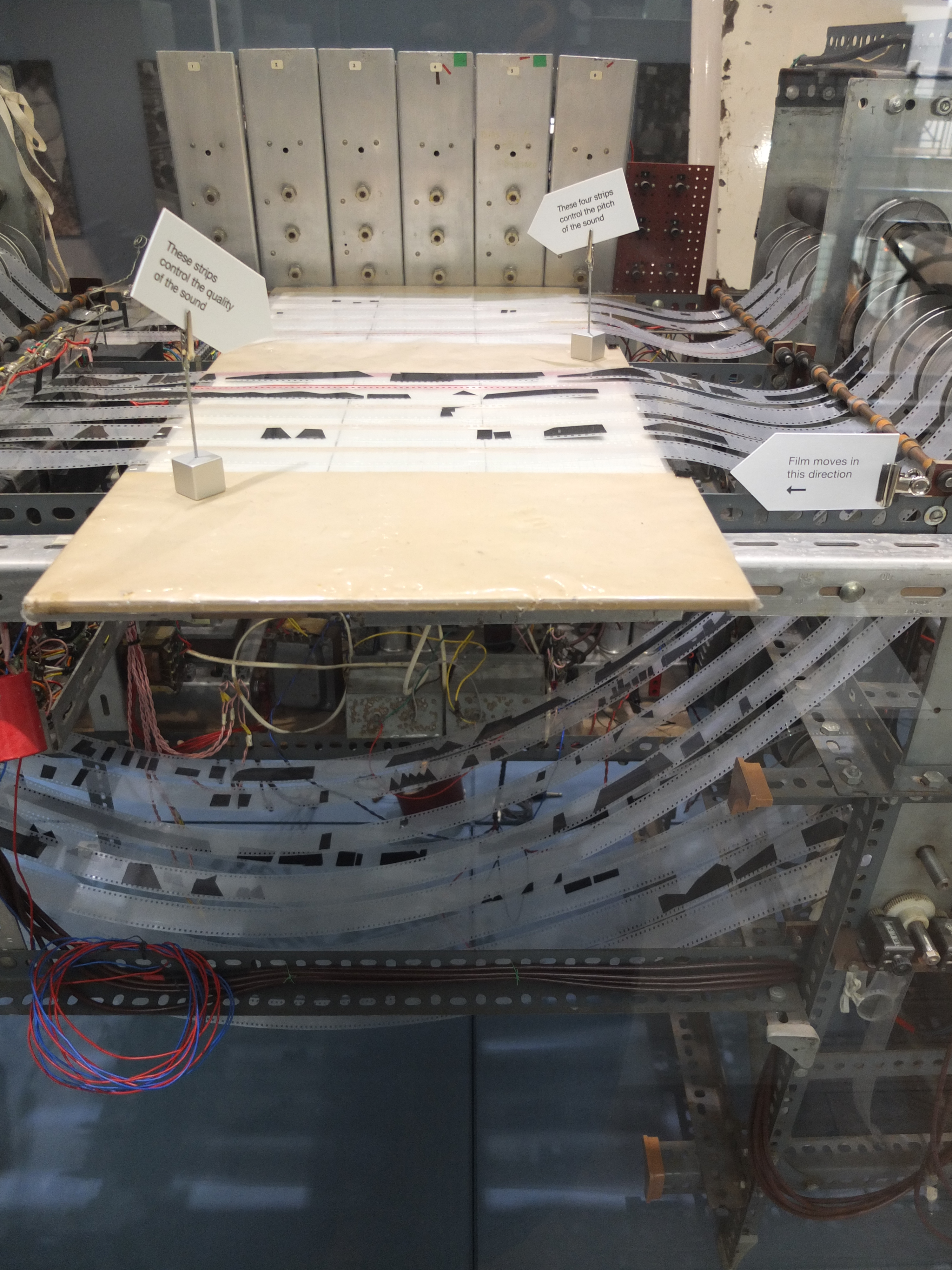
Синтезатор Oramics

Ще працюючи в BBC, Орам почала працювати над власним винаходом — синтезатором Oramics. У 1962 р. вона отримала ґрант від Gulbenkian Foundation, який дозволив їй продовжити роботу над винаходом. Синтезатор працював за оптичним принципом — графіка, нанесена на 10 паралельних стрічок для фільму, перетворювалася на звуковий сигнал з допомогою фототранзисторів. В конструюванні синтезатора Дафні допомагав інженер Graham Wrench.
Синтезатор складався з кількох компонентів:
Генератор звукових коливань (осцилятор)На прозорому матеріалі фарбою нанесено потрібну форму хвилі, так що нижня частина хвилі є непрозорою, а верхня пропускає світло. Генератор коливань з потрібною частотою (скажімо, 440 Гц для ноти ля першої октави), сканує поверхню з допомогою променя світла. Генератор працює подібно до осцилоскопа, тільки в зворотній бік — перетворюючи світло у коливання.
«Секвенсер» частоти коливаньЧастота коливань для генератора хвилі задається з допомогою чотирьох 35-міліметрових плівок для фільму. Кожна з чотирьох плівок проходить над чотирма фототранзисторами, даючи таким чином 16 «бітів» — значень 0 або 1. Перша з чотирьох стрічок (нижня) програмує одиниці герц, друга — десятки, третя — сотні, четверта — тисячі. Приміром, щоб запрограмувати коливання частотою 440 Гц, потрібно позначити третій «біт» (позначає число 4 в двійковій системі) на третій стрічці (сотні), а також третій біт на другій стрічці (десятки), отримуючи значення 440.
Додаткові плівки для інших параметрівСтаном на 1966, доки Graham Wrench працював над реалізацією Oramics, синтезатор мав 6 плівок — 4 для частоти звуку, і дві додаткові — для вібрато й контролю гучності. Протягом наступних років до синтезатора додали ще 4 плівки.

### Mini-Oramics
У 1970-х роках Орам придумала нову, компактну версію синтезатора, під назвою Mini-Oramics. Проте реалізувати її ідею вдалося лише 40 років по тому — в 2016 році, після смерті Орам. Реалізував її Tom Richards, аспірант університету Ґолдсмітс у Лондоні.

### Комп'ютери
У 1981 придбала комп'ютер Apple II, і разом з програмістом Стівом Бреттом розробила цифровий аналог Oramics, а згодом використовувала Acorn Archimedes. Також вона вивчила мову програмування Асемблер.
Між 1982—89 Дафна Орам викладала електронну музику в Кентерберійському Christ Church College.

## Творчість
Дафна Орам створювала як оригінальні композиції, так і різноманітні звукові роботи для кіно й реклами. Серед важливих робіт:
- 1950: Still Point для оркестру, записів та обробки звуку наживо;
- 1957: Електронна музика для радіовистави Amphytryon 38 (1957), з використанням синусоїдного осцилятора, саморобних фільтрів, магнітофонів.
- 1961: У співпраці з Жоржем Оріком створила електронну музику до фільму The Innocents
- 1962: Випустила платівку Electronic Sound Patterns в рамках серії BBC Listen, move and dance series. Платівка створена для дітей, щоб «приносити їм задоволення, стимулювати їх танцювати і розвивати уяву».[13]
- 1968: Four Aspects
- 1972: Написала книжку An Individual Note of Music, Sound and Electronics

У 2007 році вийшов комплект з двох CD під назвою Oramics, який включає багато робіт Дафни Орам, як музичних композицій, так і робіт для реклами, композиції для фільмів і театру, а також композиції, створені разом з учасниками міні-курсу, який Орам проводила у 1967 році. Альбом доступний на Bandcamp [Архівовано 10 грудня 2019 у Wayback Machine.].